# نیدا (استان اشوی‌داشکسیه)
نیدا (به لهستانی: Nida) یک منطقهٔ مسکونی در لهستان است که در گمینا موراویتسا واقع شده‌است. نیدا ۴۴۰ نفر جمعیت دارد.